# Австрия на конкурсе молодых музыкантов «Евровидение»
Австрия участвовала в конкурсе 19 раз, но только 15 раз смогла пробиться в финал. Дебют страны состоялся в первом конкурсе 1982 года.
Австрия является самой успешной страной на конкурсе молодых музыкантов «Евровидения». За всю историю конкурса она заработала 6 побед, 2 серебра и 1 бронзовое место.
С 2018 по 2020 года не участвовала в конкурсе.

## Участники
Легенда
     Победитель
     Второе место
     Третье место
     Прошла в финал
     Не прошла в финал
     Не участвовала или была дисквалифицирована
     Несостоявшийся конкурс
| Год                           | Место проведения | Участник                      | Инструмент | Композиция | Финал     | Полуфинал           |
| ----------------------------- | ---------------- | ----------------------------- | ---------- | --- | --------- | ------------------- |
| 1982                          | Манчестер        | Леонард Кубицек               | Кларнет    | Clarinet Concerto (Вольфганг Амадей Моцарт)                                                                            | —         | Полуфиналов не было |
| 1984                          | Женева           | Гислайне Фляйшман             | Скрипка    | Concert for violin and orchestra op. 53, 3rd movement (Антонин Дворжак)                                                | —         | Полуфиналов не было |
| 1986                          | Копенгаген       | Гюнтер Фогльмайр              | Флейта     | Concerto for flute in D major, KV 314 (Вольфганг Амадей Моцарт)                                                        | не прошел | не прошел           |
| 1988                          | Амстердам        | Юлиан Рахлин                  | Скрипка    | Concerto for violin and orchestra no. 2 in D, op. 22 (Генрик Венявский)                                                | 1         | прошел              |
| 1990                          | Вена             | Кристина Хегер                | Фортепиано | Concerto for Piano and Orchestra No. 2 in A major (Ференц Лист)                                                        | —         | прошла              |
| 1992                          | Брюссель         | Андреас Шаблас                | Кларнет    | Concerto for Clarinet and Orchestra in A Major, KV. 622: Rondo: Allegro (Вольфганг Амадей Моцарт)                      | —         | прошёл              |
| 1994                          | Варшава          | Бернард Хуфнагль              | Тромбон    | Sonatine for trombone and piano. Allegro vivance (Казимеж Сероцкий)                                                    | не прошел | не прошел           |
| 1996                          | Лиссабон         | Лидия Байх                    | Скрипка    | Неизвестно | 2         | прошла              |
| 1998                          | Вена             | Лидия Байх                    | Скрипка    | Violin Concerto no. 5, 1st Mov. (Анри Вьётан)                                                                          | 1         | прошла              |
| 2000                          | Берген           | Мартин Грубингер              | Перкуссия  | Canis Familiaris (Концертино для ударных с оркестром, op. 23) (Бруно Хартль)                                           | —         | прошёл              |
| 2002                          | Берлин           | Далибор Карвай                | Скрипка    | Carmen Fantasy (Франц Ваксман)                                                                                         | 1         | прошёл              |
| 2004                          | Люцерн           | Александра Зоумм              | Скрипка    | Violin Concerto No.1 (1st Movement) (Никколо Паганини)                                                                 | 1         | прошла              |
| 2006                          | Вена             | Даниэла Кох                   | Флейта     | Concerto for Flute and Orchestra, KV 314, 1st movement (Вольфганг Амадей Моцарт)                                       | —         | прошла              |
| 2008                          | Вена             | Даниэль Ким                   | Виолончель | Sonate für Arpeggione und Klavier in a-Moll (D 821) (Франц Шуберт) Variations on a Theme by Rossini (Никколо Паганини) | не прошел | не прошел           |
| 2010                          | Вена             | Мари-Кристин Клеттнер         | Скрипка    | Неизвестно | не прошла | не прошла           |
| 2012                          | Вена             | Эммануэль Текнаворян          | Скрипка    | Concerto for Violin and Orchestra in D minor, Op. 47 3rd mov. Allegro ma non tanto (Ян Сибелиус)                       | 2         | прошёл              |
| 2014                          | Кёльн            | Цийу Хэ                       | Скрипка    | 2. Violinkonzert (Бела Барток)                                                                                         | 1         | Полуфиналов не было |
| 2016                          | Кёльн            | Доминик Вагнер                | Контрабас  | Concerto for Double Bass and Orchestra, Allegro with cadenza (Сергей Кусевицкий)                                       | 3         | Полуфиналов не было |
| Не участвовала с 2018 по 2020 |                  |                               |            | |           |                     |
| 2022                          | Монпелье         | Александр Светницкий-Эренрайх | Кларнет    | 3rd mvt from Concerto No. 2 for clarinet in E flat majo (Карл Мария фон Вебер)                                         | —         | Полуфиналов не было |

## Как принимающая страна
| Год  | Город | Арена                 | Ведущие                            | Дирижёр             |
| ---- | ----- | --------------------- | ---------------------------------- | ------------------- |
| 1990 | Вена  | «Музикферайн»         | Герхард Течингер                   | Пинхас Штейнберг    |
| 1998 | Вена  | «Венский Концертхаус» | Юлиан Рахлин                       | Деннис Рассел Дэвис |
| 2006 | Вена  | «Ратхаусплац»         | Михаэль Островский                 | Кристиан Арминг     |
| 2008 | Вена  | «Ратхаусплац»         | Лидия Байх Кристоф Вагнер-Тренквиц | Александр Маркович  |
| 2010 | Вена  | «Ратхаусплац»         | Кристоф Вагнер-Тренквиц            | Корнелиус Майстер   |
| 2012 | Вена  | «Ратхаусплац»         | Пиа Штраусс Мартин Грубингер       | Корнелиус Майстер   |